# Emmanuel Morin
Emmanuel Morin (13 maart 1995) is een Frans wielrenner. Hij kwam als beroepsrenner uit voor Cofidis.

## Carrière
In 2015 eindigde Morin in vier van de zes etappes van de Ronde van Ivoorkust bij de beste tien renners. In het klassement eindigde hij op plek 22, op ruim vier minuten van winnaar Mouhssine Lahsaini.
Na in 2018 al stage te hebben gelopen bij Cofidis, Solutions Crédits, werd Morin in 2019 prof bij de Franse ploeg. In zijn eerste seizoen nam hij onder meer deel aan de Ronde van Yorkshire en de Arctic Race of Norway.

## Overwinningen
2024
Grote Prijs van Lillers

## Resultaten in voornaamste wedstrijden
| Jaar | Ronde van Italië | Ronde van Frankrijk | Ronde van Spanje |
| ---- | ---------------- | ------------------- | ---------------- |
| 2020 |                  |                     | 134e             |
| 2021 |                  |                     | opgave           |
| 2022 |                  |                     |                  |

| Jaar | Amstel Gold Race | Ronde van Lombardije | Parijs-Tours |
| ---- | ---------------- | -------------------- | ------------ |
| 2020 |                  | opgave               | 39e          |
| 2021 | opgave           |                      |              |
| 2022 |                  |                      | 23e          |

## Ploegen
- 2018 –  Cofidis, Solutions Crédits (stagiair vanaf 1 augustus)
- 2019 –  Cofidis, Solutions Crédits
- 2020 –  Cofidis
- 2021 –  Cofidis
- 2022 –  Team U Nantes Atlantiques
- 2023 –  CIC U Nantes Atlantique
- 2024 –  Van Rysel-Roubaix

Bonnafond · N. Bouhanni · R. Bouhanni · Chetout · Claeys · Edet · Godon · Jesús Herrada · José Herrada · Hofstetter · Lafay · Laporte · Le Turnier · Lemoine · Maté · Navarro · Perez · Rossetto · Simon · Soupe · Teklehaimanot · A. Turgis · J. Turgis · Van Lerberghe · Van Staeyen · Vanbilsen · Morin (stagiair) · Puppio (stagiair) · Skaarseth (stagiair)
Atapuma · Berhane · N. Bouhanni · R. Bouhanni · Chetout · Claeys · Edet · Fortin · Hansen · Jesús Herrada · José Herrada · Hofstetter · Lafay · Laporte · Le Turnier · Lemoine · Maté · Mathis · Morin · Perez · Périchon · Rossetto · Simon · Soupe · Touzé · Van Lerberghe · Vanbilsen · Waeytens · Finé (stagiair) · Leyder (stagiair) · Viviani (stagiair)
Allegaert · Barceló · Berhane · Claeys · Consonni · Edet · Finé · Haas · Hansen · Jesús Herrada · José Herrada · Lafay · Laporte · Le Turnier · Lemoine · Martin · Maté · Mathis · Morin · Perez · Périchon · Rossetto · Sabatini · Touzé · Vanbilsen · Vermote · A. Viviani · E. Viviani  · Prodhomme (stagiair) · Zanoncello (stagiair)
Allegaert · Barceló · Berhane · Bohli · Carvalho · Champion · Consonni · Drucker · Edet · Fernández · Finé · Geschke · Haas · Jesús Herrada · José Herrada · Lafay · Laporte · Martin · Morin · Perez · Périchon · Rochas · Sabatini · Sajnok · Vanbilsen · A. Viviani · E. Viviani · Wallays · Toumire (stagiair) · Zingle (stagiair) · Lebreton (stagiair)